# هايدن توماس
هايدن توماس (بالإنجليزية: Haydn Thomas)‏ هو لاعب اتحاد الرغبي بريطاني، ولد في 17 سبتمبر 1982 في Marston Green ‏ في المملكة المتحدة.

## روابط خارجية
- هايدن توماس على موقع دوري الرغبي الممتاز (الإنجليزية)